# Andrea Forti
Andrea Forti, (nacido el 14 de mayo de 1962 en Marghera, Italia) es un exjugador de baloncesto italiano. Con 2.00 de estatura, su puesto natural en la cancha era el de alero.

## Trayectoria
- Basket Mestre (1977-1982)
- Pallacanestro Treviso (1982-1983)
- Libertas Livorno (1983-1992)
- Pistoia Basket (1992-1995)
- Montecatini S.C. (1995-1996)
- Fabriano Basket (1996-1999)